# Edward Thorp
Edward Oakley Thorp (Chicago, 14 de agosto de 1932) é um matemático, gerente de fundo de cobertura e jogador de blackjack estadunidense.
Foi pioneiro em aplicações modernas da teoria das probabilidades, incluindo o aproveitamento de pequenas correlações para ganho financeiro confiável.
É autor de Beat the Dealer, o primeiro livro a provar matematicamente,[carece de fontes?] em 1962, que a vantagem da casa no blackjack pode ser superada pela contagem de cartas. Ele também desenvolveu e aplicou efetivamente técnicas de fundo de cobertura no mercado financeiro, e colaborou com Claude Shannon na criação do primeiro wearable computer.
Thorp obteve o Ph.D. na Universidade da Califórnia em Los Angeles em 1958, e trabalhou no Instituto de Tecnologia de Massachusetts de 1959 a 1961. Foi professor de matemática na Universidade Estatal do Novo México de 1961 a 1965, e então da Universidade da Califórnia em Irvine, onde foi professor de matemática de 1965 a 1977 e professor de matemática e finanças de 1977 a 1982.

## Pesquisa do blackjack auxiliada por computador
Ed Thorp usou um IBM 704 com o ferramenta de pesquisa, a fim de investigar as probabilidades de ganho enquanto desenvolvendo sua teoria do jogo blackjack, baseada no critério de Kelly, que ele estudou no artigo de Kelly de 1956. Ele aprendeu Fortran a fim de programar as equações necessárias para seu modelo de pesquisa teórico sobre a probabilidade de ganhar no blackjack. Desta forma Thorp pode analisar o jogo profundamente, enquanto vislumbrava um esquema de contagem de cartas com a ajuda do IBM 704, a fim de melhorar suas chances.

### Pesquisa aplicada em Reno, Lago Tahoe e Las Vegas
Thorp decidiu testar sua teoria na prática em Reno, Lago Tahoe e Las Vegas.
Thorp começou sua pesquisa aplicada com US$ 10 000, com Manny Kimmel, um rico jogador profissional, fornecendo o capital de risco. Primeiramente eles visitaram os estabelecimentos de Reno e Lago Tahoe, onde testaram a teoria de Thorp nas mesas locais de blackjack. Os resultados experimentais foram um sucesso e sua teoria foi comprovada, pois ele ganhou US$ 11 000 em um único final de semana. Ele poderia ter ganho mais durante sua incursão inicial em Las Vegas caso sua incrível capacidade de ganhar não tivesse despertado a atenção indesejada da segurança do cassino, o que levou a repetidas expulsões dos vários locais que visitou aquela noite. Os cassinos agora embaralham bem as cartas como contramedida a seus métodos. Durante suas visitas a cassinos em Las Vegas Thorp usou disfarces frequentemente, tal como óculos e barba falsa. Além de suas atividades com o blackjack, Thorp montou uma equipe de bacará que também foi vencedora.
A novidade rapidamente se espalhou pela comunidade do jogo, que estava ansiosa por novos métodos de ganhar, enquanto Thorp tornou-se uma celebridade instantânea entre os aficcionados pelo blackjack. Devido à grande demanda gerada pela disseminação de seus resultados a uma ampla audiência de jogadores, ele escreveu o livro Beat the Dealer em 1962, considerado o manual original da contagem de cartas, que vendeu mais de 700 mil exemplares, um número enorme para um livro deste tipo, que lhe valeu um lugar na lista de bestsellers do New York Times, para grande desgosto de Kimmel, cuja identidade foi mau disfarçada no livro como Mr. X.
A pesquisa de Thorp sobre o blackjack é um dos poucos exemplos onde resultados de tal pesquisa alcançaram o público diretamente, desviando completamente o processo acadêmico de revisão por pares. Além disso, Thorp tornou-se um dos poucos matemáticos aplicadas que arriscaram prejuízo financeiro em verificar uma simulação computacional. Ele afirmou que considerava todo o experimento como um exercício acadêmico. Foi a primeira vez na história da computação que um computador foi usado como um auxílio de jogo.
Adicionalmente, Thorp, enquanto um professor de matemática do Instituto de Tecnologia de Massachusetts, encontrou Claude Shannon, levando ele e sua mulher Betty Shannon como parceiros em incursões de final de semana a Las Vegas Strip para jogar roleta e blackjack, sendo bem sucedido. A sua equipe do jogo de roleta usou pela primeira vez um wearable computer em um cassino — o que não é mais permitido. O wearable computer foi co-desenvolvido com Claude Shannon entre 1960-1961. A versão final do dispositivo foi testada no laboratório particular de Shannon no porão de sua casa em junho de 1961. Suas realizações o levaram a se tornar um membro inaugural do Blackjack Hall of Fame.
Ele também criou a "contagem Thorp", um método de calcular a probabilidade de ganhar em certas posições finais do Gamão.

## Mercado de ações
Desde o fim da década de 1960, Thorp usou seu conhecimento de probabilidade e estatística no mercado de ações, descobrindo e explorando uma série de anomalias de preço no mercado de valores mobiliários, conseguindo fazer uma fortuna significativa. O primeiro fundo de cobertura de Thorp foi o Princeton Newport Partners. Ele é atualmente presidente do Edward O. Thorp & Associates, sediado em Newport Beach, Califórnia. Em maio de 1998 Thorp informou que seus investimentos pessoais renderam em média 20% anualmente durante 28,5 anos.